# Вінсент Бірута
Вінсент Бірута (фр. Vincent Biruta; 19 липня 1958) — руандійський лікар, політик та дипломат. Міністр закордонних справ Руанди з листопада 2019 року. Раніше він обіймав посаду міністра навколишнього середовища в кабінеті міністрів Руанди з 31 серпня 2017 року, міністра охорони навколишнього середовища та міністра природних ресурсів з 24 липня 2014 року.

## Життєпис
Народився 19 липня 1958 року. Здобув медичну освіту. Він також має післядипломну кваліфікацію з планування та управління службами охорони здоров'я в країнах, що розвиваються, здобуту у Вільному університеті Брюсселя, Бельгія.
Доктор Бірута має довгий досвід державної служби в Руанді після геноциду 1994 року. З 1997 по 1999 рік він обіймав посаду міністра охорони здоров'я. З 1999 по 2000 рік він обіймав посаду міністра громадських робіт, транспорту та зв'язку.
Він був президентом Перехідної національної асамблеї з січня 2000 року по 2003 рік. З серпня 2003 року до жовтня 2011 року він був президентом сенату Руанди, верхньої палати двопалатного парламенту Руанди.
У грудні 2011 року він був призначений міністром освіти і працював на цій посаді до липня 2014 року, коли його призначили міністром природних ресурсів.
Будучи міністром закордонних справ, Бірута погодив план надання притулку в Руанді з міністром внутрішніх справ Великої Британії Пріті Пател, підписав разом з Дмитром Кулебою меморандум про політичні консультації міністерств закордонних справ України та Руанди.